# Liste der Geotope im Landkreis Kronach
Diese Liste enthält die Geotope des oberfränkischen Landkreises Kronach in Bayern.
Die Liste enthält die amtlichen Bezeichnungen für Namen und Nummern des Bayerischen Landesamt für Umwelt (LfU) sowie deren geographische Lage. Diese Liste ist möglicherweise unvollständig. Im Geotopkataster Bayern sind etwa 3.400 Geotope (Stand März 2021) erfasst. Das LfU sieht einige Geotope nicht für die Veröffentlichung im Internet geeignet. Einige Objekte sind zum Beispiel nicht gefahrlos zugänglich oder dürfen aus anderen Gründen nur eingeschränkt betreten werden.
| Name                                                         | Bild           | Geotop ID | Gemeinde / Lage                  | Geologische Raumeinheit    | Beschreibung | Fläche m² / Ausdehnung m | Geologie | Aufschlussart                  | Wert               | Schutzstatus                                     | Bemerkung                       |
| ------------------------------------------------------------ | -------------- | --------- | -------------------------------- | -------------------------- | --- | ------------------------ | --- | ------------------------------ | ------------------ | ------------------------------------------------ | ------------------------------- |
| Hohlweg bei Wolfersdorf                                      | weitere Bilder | 476A001   | Stockheim Position               | Frankenwald                | Der Hohlweg bei Wolfersdorf ist der z. Zt. instruktivste Aufschluss im Rundkörnigen Sandstein des Oberen Rotliegenden im Stockheimer Becken. Insgesamt drei Sandstein-Keller sind im Hohlweg eingeschlagen. Es bieten sich sehr gute Aufschlussverhältnisse. | 10 10 × 1                | Typ: Gesteinsart Art: Sandstein                                                                                             | Böschung                       | wertvoll           | Naturpark                                        |                                 |
| Felsenkeller in Burggrub                                     |                | 476A002   | Stockheim Position               | Frankenwald                | Die Felsenkeller gegenüber dem Gasthof Goldener Adler stehen im Rundkörnigen Sandstein des Oberrotliegenden im Stockheimer Becken. | 20 10 × 2                | Typ: Gesteinsart Art: Sandstein                                                                                             | Felsenkeller                   | wertvoll           | Naturpark                                        |                                 |
| Straßenböschung Mitwitzer Straße in Burggrub                 |                | 476A003   | Stockheim Position               | Frankenwald                | Straßenprofil mit Weißliegendem, Kupferschiefer und Zechstein. Es handelt sich um den einzigen Aufschluss im Zechstein (mit Fauna) im Stockheimer Becken. Eine Informationstafel beschreibt das geologische Profil. Der Aufschluss ist in sehr schlechtem Zustand (wurde zwar entbuscht, müsste aber neu aufgeschürft werden). | 500 50 × 10              | Typ: Standard-/Referenzprofil, Gesteinsart, Tierische Fossilien Art: Dolomitstein, Sandstein                                | Böschung                       | besonders wertvoll | Naturpark                                        |                                 |
| Ehemalige Sandgrube Haderleinswustung                        |                | 476A004   | Mitwitz Position                 | Obermain-Bruchschollenland | Der reizvolle Aufschluss im Kulmbacher Konglomerat des Mittleren Buntsandsteins dokumentiert einige Schrägschichtungskörper. | 30 15 × 2                | Typ: Sedimentstrukturen, Gesteinsart Art: Sandstein                                                                         | Kiesgrube/Sandgrube            | wertvoll           | Naturpark                                        |                                 |
| Muschelkalk-Aufschluss Zeyerner Wand                         | weitere Bilder | 476A005   | Marktrodach Position             | Obermain-Bruchschollenland | Die Felswand oberhalb der Rodach erschließt ein vollständiges Profil durch den Unteren Muschelkalk in unmittelbarer Nähe zur Fränkischen Linie, der untere Teil des Profils ist z. T. verstürzt. | 3200 400 × 8             | Typ: Schichtfolge, Felswand/-hang Art: Kalkstein                                                                            | Hanganriss/Felswand            | besonders wertvoll | Naturschutzgebiet                                |                                 |
| Ehemaliger Steinbruch Krauß bei Remschlitz                   |                | 476A006   | Wilhelmsthal Position            | Frankenwald                | Der berühmte Steinbruch Krauß bei Remschlitz erschließt Rauwacken des Mittleren und Hornsteinkalke des Oberen Muschelkalkes. | 50 10 × 5                | Typ: Schichtfolge Art: Kalkstein, Rauhwacke                                                                                 | Steinbruch                     | wertvoll           | Landschaftsschutzgebiet, Naturpark               |                                 |
| Ehemalige Sandgrube Weißenbrunn                              |                | 476A007   | Weißenbrunn Position             | Obermain-Bruchschollenland | In der aufgelassenen Grube wurden Sande im Kulmbacher Konglomerat abgebaut. Diese sind erschöpft, da sie durch eine hangparallele Störung an den Hauptbuntsandstein angrenzten. | 90000 600 × 150          | Typ: Gesteinsart Art: Konglomerat, Sandstein                                                                                | Kiesgrube/Sandgrube            | bedeutend          | kein Schutzgebiet                                |                                 |
| Ehemalige Sandgrube Neuenreuth S von Kronach                 |                | 476A008   | Weißenbrunn Position             | Obermain-Bruchschollenland | Der Aufschluss erschließt einen vollständigen Schüttungszyklus des Mittleren Buntsandsteins. | 3000 100 × 30            | Typ: Gesteinsart, Sedimentstrukturen Art: Sandstein                                                                         | Steinbruch                     | bedeutend          | kein Schutzgebiet                                |                                 |
| Felsenkeller Haig, Von-Cramer-Klett-Straße 19                |                | 476A009   | Stockheim Position               | Obermain-Bruchschollenland | Der einzige Weißliegend-Aufschluss in der Region Bayern-Thüringen liegt in dem Felsenkeller (von-Cramer-Klett-Str. 19), der seit mehr als 100 Jahren auch über Bayerns Grenzen hinweg in Geologenkreisen bekannt ist. | 20 10 × 2                | Typ: Gesteinsart, Sedimentstrukturen, Stollen Art: Sandstein                                                                | Felsenkeller                   | wertvoll           | Naturpark                                        |                                 |
| Formsandgrube Ruppen                                         |                | 476A010   | Kronach Position                 | Obermain-Bruchschollenland | Aufgeschlossen ist die Typlokalität der Formsande von Ruppen (Roet). Der ehemalige Steinbruch ist das letzte Dokument der ehemals bedeutenden Formsand- und Schleifsteingewinnung bei Kronach. Es gibt derzeit keinen öffentlichen Zugang zum Gelände. | 1600 80 × 20             | Typ: Typlokalität, Sedimentstrukturen Art: Sandstein                                                                        | Steinbruch                     | wertvoll           | Naturpark                                        |                                 |
| Ehemalige Steinbrüche im Stübental                           |                | 476A011   | Kronach Position                 | Obermain-Bruchschollenland | In dem ehemaligen Steinbruch ist der Grenzkarneolhorizont noch relativ gut aufgeschlossen. | 400 40 × 10              | Typ: Gesteinsart Art: Sandstein                                                                                             | Steinbruch                     | bedeutend          | kein Schutzgebiet                                |                                 |
| Rodachprallhang Fels S von Friedrichsburg                    |                | 476A012   | Weißenbrunn Position             | Obermain-Bruchschollenland | Der Aufschluss im tieferen Teil des Kulmbacher Konglomerats ist standfest und durch die Uferbefestigung der Rodach nicht gefährdet. | 250 50 × 5               | Typ: Gesteinsart Art: Konglomerat                                                                                           | Hanganriss/Felswand            | bedeutend          | kein Schutzgebiet                                |                                 |
| Kellerberg bei Schneckenlohe-Beikheim                        |                | 476A013   | Schneckenlohe Position           | Obermain-Bruchschollenland | In den Felsen des Mittleren Buntsandstein wurden einige Keller gehauen. Die Bäume der Umgebung sind als Naturdenkmal geschützt. | 600 60 × 10              | Typ: Gesteinsart, Stollen Art: Sandstein                                                                                    | Prallhang/Flussbett/Bachprofil | wertvoll           | kein Schutzgebiet                                |                                 |
| Ehemaliger Steinbruch NE von Leutendorf                      |                | 476A014   | Mitwitz Position                 | Obermain-Bruchschollenland | Der ehemalige Steinbruch bietet ein Profil durch den Unteren Buntsandstein mit Schrägschichtungskörpern und dickbankiger Absonderung. | 1200 60 × 20             | Typ: Gesteinsart Art: Sandstein                                                                                             | Steinbruch                     | bedeutend          | Landschaftsschutzgebiet, Naturpark               |                                 |
| Ehemaliger Kalksteinbruch Fiedlers Bruch E von Dörfles       |                | 476A015   | Kronach Position                 | Obermain-Bruchschollenland | Der aufgelassene Steinbruch im Oberen Muschelkalk befindet sich im LSG. Maschinenteile und eine mit Reifen gesicherte Motocrossbahn verhindern die Entwicklung eines ausgeglichenen Biotops. | 180000 600 × 300         | Typ: Gesteinsart Art: Kalkstein                                                                                             | Steinbruch                     | wertvoll           | Landschaftsschutzgebiet, Naturpark               |                                 |
| Straßenanschnitt im LSG E von Dörfles                        |                | 476A016   | Kronach Position                 | Obermain-Bruchschollenland | Die große standfeste Wand wird von Kluftflächen gebildet. Im Anschnitt sieht man herausgewitterte Sedimentstrukturen und Fossilien. | 100 50 × 2               | Typ: Gesteinsart Art: Kalkstein                                                                                             | Böschung                       | wertvoll           | Landschaftsschutzgebiet, Naturpark               |                                 |
| Ehemaliger Steinbruch Glosberg                               |                | 476A017   | Kronach Position                 | Frankenwald                | Der große aufgelassene Steinbruch in der Tonschiefer-Grauwackenserie des Unterkarbon weist zahlreiche Strömungsmarken und Loadcasts auf. Einzelne Grauwacke-Bänke sind reich an Pflanzenhäckseln. | 15000 100 × 150          | Typ: Sedimentstrukturen, Gesteinsart, Pflanzliche Fossilien Art: Grauwacke, Tonstein                                        | Steinbruch                     | wertvoll           | Landschaftsbestandteil, Naturpark                |                                 |
| Ehem. Steinbruch NE von Mauthaus                             |                | 476A018   | Nordhalben Position              | Frankenwald                | Der ehemalige Steinbruch liegt im Wurstkonglomerat innerhalb der Lehestener Schichten. In einer eingeschalteten Kohlenkalklinse wurde eine Fauna bestimmt. Der ehemalige Bruch dient zurzeit als Lagerplatz der Straßenmeisterei. | 750 50 × 15              | Typ: Gesteinsart Art: Konglomerat                                                                                           | Steinbruch                     | wertvoll           | Landschaftsschutzgebiet, Naturpark               |                                 |
| Ehemaliger Steinbruch am Rauhen Berg W von Pressig           |                | 476A019   | Pressig Position                 | Frankenwald                | Sedimentationsmarken und Pflanzenreste sind in den Wänden des aufgelassenen Steinbruchs in den Grauwacken und Tonschiefern der oberen Teuschnitzer Schichten gut erkennbar. Der Bruch dient heute als Bauschuttdeponie. | 40000 400 × 100          | Typ: Gesteinsart Art: Grauwacke                                                                                             | Steinbruch                     | bedeutend          | Naturpark                                        |                                 |
| Ehemaliger Gemeindesteinbruch Hesselbach                     |                | 476A020   | Wilhelmsthal Position            | Frankenwald                | Der aufgelassene Gemeindesteinbruch erschließt Untere Teuschnitzschichten mit zahlreichen Sedimentstrukturen (Flute Casts und Load Casts), die Sohle des Bruches wurde mit Bauschutt verfüllt und planiert. Nachdem der Bruch stark zugewachsen war, wurde er 2010 wieder freigestellt. | 5000 100 × 50            | Typ: Gesteinsart, Sedimentstrukturen Art: Grauwacke                                                                         | Steinbruch                     | bedeutend          | Naturpark                                        |                                 |
| Ehem. Steinbruch N von Förtschendorf                         |                | 476A021   | Steinbach am Wald Position       | Frankenwald                | Der Aufschluss liegt in den oberen Teuschnitzer Schichten und neigt (bedingt durch das Einfallen der Schichten) zum Verstürzen. | 20000 200 × 100          | Typ: Gesteinsart Art: Grauwacke                                                                                             | Steinbruch                     | bedeutend          | Naturpark                                        |                                 |
| Ehem. Steinbruch N von Posseck im Teuschnitztal              |                | 476A022   | Pressig Position                 | Frankenwald                | Der aufgelassene Steinbruch liegt in dickbankigen Grauwacken (Teuschnitzschichten, Unterkarbon). Die 1 bis 3 Meter mächtige Bankung fällt steil nach N ein. | 400 20 × 20              | Typ: Gesteinsart Art: Grauwacke                                                                                             | Steinbruch                     | bedeutend          | Landschaftsschutzgebiet, Naturpark               |                                 |
| Ehemaliger Steinbruch bei Posseck i. Bay.                    |                | 476A023   | Pressig Position                 | Frankenwald                | Aufgeschlossen ist die Typlokalität des Possecker Konglomerates mit Quarz und typischem grünem Kieselschiefer in Grauwacken. | 600 30 × 20              | Typ: Typlokalität, Gesteinsart Art: Konglomerat                                                                             | Steinbruch                     | wertvoll           | Naturpark                                        |                                 |
| Teuschnitzer Konglomerat im Bürgerbachtal SSE von Teuschnitz |                | 476A024   | Teuschnitz Position              | Frankenwald                | Aufgeschlossen ist die Typlokalität des Teuschnitzer Konglomerates mit schlecht sortierten, gut gerundeten Geröllen. | 1300 130 × 10            | Typ: Typlokalität Art: Konglomerat                                                                                          | Hanganriss/Felswand            | wertvoll           | Landschaftsschutzgebiet, Naturpark               |                                 |
| Ehemaliger Steinbruch E der Leinenmühle                      |                | 476A025   | Ludwigsstadt Position            | Frankenwald                | Aufgeschlossen ist die Wechsellagerung von dickbankigen Grauwacken mit dunklen Tonschiefern. | 2500 50 × 50             | Typ: Gesteinsart Art: Grauwacke                                                                                             | Steinbruch                     | bedeutend          | Landschaftsschutzgebiet, Naturpark               |                                 |
| Ehem. Dachschieferbrüche bei Dürrenwaiderhammer              | weitere Bilder | 476A026   | Langenbacher Forst Position      | Frankenwald                | Erschlossen ist das Dürrenwaider Dachschieferlager im Hangenden der Unteren Bordenschiefer. Die Schiefer enthalten Pflanzenreste und eine reiche Nereites-Spurenfauna. | 2500 100 × 25            | Typ: Spurenfossilien, Gesteinsart Art: Tonstein                                                                             | Steinbruch                     | wertvoll           | Landschaftsschutzgebiet, Naturpark               |                                 |
| Schmiedsgrundkonglomerat NW von Wallenfels                   |                | 476A027   | Wallenfels Position              | Frankenwald                | Im kleinen aufgelassenen Steinbruch ist die Typlokalität des Schmiedsgrundkonglomerates, sowie Grauwacken und (Borden-)Schiefer aufgeschlossen. Insgesamt sind 18 Schichten kartiert. | 200 20 × 10              | Typ: Typlokalität, Schichtfolge Art: Konglomerat, Grauwacke, Tonstein                                                       | Steinbruch                     | wertvoll           | Naturpark                                        |                                 |
| Stollen am Silberberg W von Wallenfels                       | weitere Bilder | 476A028   | Wallenfels Position              | Frankenwald                | Unter verschiedenen Namen (zuletzt als Carls-Zeche bezeichnet) wurde von 1407 bis 1918 mit mehreren Unterbrechungen am Silberberg bei Wallenfels ein silberhaltiger Bleiglanz abgebaut. Das Erz war an einen hydrothermalen Quarzgang gebunden und führte u. a. auch Zinkblende und Pyrit (teilweise schöne Pentagondodekaeder). Im Umfeld des verschlossenen Mundloches stehen Kalkknollenschiefer mit Gleitfaltung und bunte Oberdevonische Tonschiefer an. Der rechte, vergitterte Stollen ist ein Fledermaus-Winterquartier, der linke Stollen ist unmittelbar hinter dem Mundloch verbrochen. | 60 20 × 3                | Typ: Schichtfolge, Gang, Stollen Art: Tonstein                                                                              | Tunnel/Stollen/Schacht         | besonders wertvoll | Naturpark                                        |                                 |
| Ehemaliger Steinbruch SW von Geuser                          |                | 476A029   | Wallenfels Position              | Frankenwald                | Ehemaliger Steinbruch in devonischem Flaserkalk, der vermutlich als Rutschmasse in der unterkarbonen Tonschiefer-Grauwackenserie liegt. Die Fauna besteht aus Mollusken und Conodonten der Nehden- und Hemberg-Stufe. | 1250 50 × 25             | Typ: Gesteinsart Art: Kalkstein                                                                                             | Steinbruch                     | bedeutend          | Landschaftsschutzgebiet, Naturpark               |                                 |
| Oertels Dachschieferbruch W von Ludwigsstadt                 | weitere Bilder | 476A030   | Ludwigsstadt Position            | Frankenwald                | Aufgeschlossen ist die Grenze Devon/Karbon. Die Schichten liegen invers und gehören zu dem überkippten Südost-Schenkel einer Sattelstruktur. Die Bruchwand zeigt Phänomene der Schieferung. Im Anstieg zum Bruch zeugen mächtige Abraumhalden vom ehemals regen Abbau der unterkarbonen Rußschiefer. | 4000 100 × 40            | Typ: Gesteinsart Art: Tonstein                                                                                              | Steinbruch                     | bedeutend          | Naturpark                                        | Bayerns schönste Geotope Nr. 21 |
| Schallersbruch 2,5 km W von Ludwigsstadt                     |                | 476A031   | Ludwigsstadt Position            | Frankenwald                | Großer trichterförmiger Dachschiefer-Tagebau mit einem ausgedehnten Haldengelände. Eine Aussichtsplattform ermöglicht den Blick in den 40 m tiefen Abbau. In der gegenüber liegenden Wand sind mehrere Stollen zu sehen. Der Bruch liegt am Geopfad Eisenberg und ist mit einer Infotafel versehen. | 4000 100 × 40            | Typ: Gesteinsart, Stollen Art: Tonstein                                                                                     | Steinbruch                     | wertvoll           | Landschaftsschutzgebiet, Naturpark               |                                 |
| Ehemaliger Steinbruch W von Ebersdorf                        |                | 476A033   | Ludwigsstadt Position            | Frankenwald                | Der ehemalige Steinbruch liegt im Hinterhof eines Wohnhauses! Während der Ockerkalk in der Bruchwand noch gut sichtbar ist, müssten Graptolithenschiefer erschürft werden. | 450 30 × 15              | Typ: Schichtfolge Art: Kalkstein                                                                                            | Steinbruch                     | wertvoll           | Naturpark                                        |                                 |
| Griffelschieferbruch N von Ebersdorf                         |                | 476A034   | Ludwigsstadt Position            | Frankenwald                | Der ehemalige Griffelschieferabbau zeigt ein Profil mit Griffelschiefern, oberem Erzhorizont, Sandstein und Lederschiefer. Der Aufschluss ist stark verwachsen. | 200 20 × 10              | Typ: Schichtfolge Art: Tonstein                                                                                             | Steinbruch                     | wertvoll           | Landschaftsschutzgebiet, Naturpark               |                                 |
| Ehem. Steinbruch bei Lauenstein am Weg zur Thüringer Warte   |                | 476A035   | Ludwigsstadt Position            | Frankenwald                | Bis vor einigen Jahren erfolgte im Bruch ein Abbau der Phycodenschichten für lokale Verwendung. | 1000 50 × 20             | Typ: Gesteinsart Art: Tonstein                                                                                              | Steinbruch                     | bedeutend          | Landschaftsschutzgebiet, Naturpark               |                                 |
| Ehem. Dachschiefergrube Taugwitz W von Ebersdorf             |                | 476A036   | Ludwigsstadt Position            | Frankenwald                | Die devonischen Tonschiefer wurden als Dachschiefer gewonnen. Im östlichen Teilbereich ist ein 3,56 m hoher Stollen angelegt, der im Liegenden des Flaserkalkes angelangt zu sein scheint. | 5600 80 × 70             | Typ: Schichtfolge, Steinbruch/Grube Art: Tonschiefer                                                                        | Steinbruch                     | bedeutend          | Naturdenkmal, Landschaftsschutzgebiet, Naturpark |                                 |
| Pikritaufschluss im Rodachtal SW von Bernstein a. W.         |                | 476A037   | Wallenfels Position              | Frankenwald                | An einem Wanderweg oberhalb der Einmündung des Bernsteiner Baches in die Wilde Rodach befindet sich einer der wenigen Aufschlüsse eines schwarzgrünen Pikrits im oberdevonischen Diabas. Das Gestein ist oberflächennah klüftig und stark angewittert. | 500 25 × 20              | Typ: Gesteinsart, Schichtfolge Art: Meta-Basalt                                                                             | Hanganriss/Felswand            | bedeutend          | Landschaftsschutzgebiet, Naturpark               |                                 |
| Diabasbruch SE von Ottendorf                                 | weitere Bilder | 476A038   | Ludwigsstadt Position            | Frankenwald                | Es wird ein oberdevonischer Diabas abgebaut, der zwischen Graptolithenschiefer und Tentakulitenkalk eingedrungen ist. Am Kontakt zum Kalk treten Ankerit-Vererzungen auf. Im Schiefer finden sich auch Kieskälber (Pyriteinschlüsse). | 100000 500 × 200         | Typ: Gesteinsart, Schichtfolge, Mineralien Art: Basalt, Kalkstein                                                           | Steinbruch                     | bedeutend          | Landschaftsschutzgebiet, Naturpark               |                                 |
| Aufgel. Schieferbruch WSW von Fischbachsmühle                |                | 476A039   | Ludwigsstadt Position            | Frankenwald                | Im aufgelassenen Steinbruch am Spitzberg wurde vermutlich bis ins 20. Jahrhundert ordovizischer Griffelschiefer der Gräfenthaler Schichten (Thüringische Faziesreihe) abgebaut. Teilweise war das Material zur Herstellung von Dachschiefer geeignet. | 1400 70 × 20             | Typ: Gesteinsart, Schichtfolge Art: Tonschiefer                                                                             | Steinbruch                     | besonders wertvoll | Landschaftsschutzgebiet, Naturpark               |                                 |
| Steinbruch SE von Haßlach bei Teuschnitz                     | weitere Bilder | 476A040   | Reichenbach Position             | Frankenwald                | Im aufgelassenen ehemaligen Gemeindesteinbruch Haßlach steht eine Wechsellagerung von oberem Tonschiefer und oberer Grauwacke an. Die schrägstehenden Schichten sind z. T. beeindruckend freigestellt. | 2500 100 × 25            | Typ: Gesteinsart, Schichtfolge Art: Grauwacke, Tonschiefer                                                                  | Steinbruch                     | bedeutend          | Naturpark                                        |                                 |
| Ehem. Steinbruch im Rodachtal E von Wallenfels               |                | 476A041   | Wallenfels Position              | Frankenwald                | Unmittelbar neben der B 173 ist in einem aufgelassenen Steinbruch ein Minette-Vorkommen erschlossen. In der umgebenden Grauwacke-Tonschiefer-Wechsellagerung sind zahlreiche tektonische Besonderheiten (Klüfte, Falten- /Bruchstrukturen) zu erkennen. Das abgebaute Material fand Verwendung im Straßenbau. | 240 30 × 8               | Typ: Gesteinsart, Falte/Mulde/Sattel Art: Lamprophyr, Tonstein                                                              | Steinbruch                     | wertvoll           | Landschaftsschutzgebiet, Naturpark               |                                 |
| Ehem. Steinbruch am Schloßberg E von Nordhalben              | weitere Bilder | 476A042   | Nordhalben Position              | Frankenwald                | Im Steinbruch ist die Mittlere Wechsellagerung (Grauwacke, Tonschiefer) sowie ein Quarzgang und zwei Spitzfalten aufgeschlossen. Die Schieferlagen enthalten Spurenfossilien sowie (selten) pflanzliche Fossilien. | 1000 50 × 20             | Typ: Falte/Mulde/Sattel, Schichtfolge, Steinbruch/Grube, Pflanzliche Fossilien, Spurenfossilien Art: Grauwacke, Tonschiefer | Steinbruch                     | besonders wertvoll | Naturpark                                        |                                 |
| Ehem. Steinbruch Schwarzer Hengst SE von Ludwigsstadt        | weitere Bilder | 476A043   | Ludwigsstadt Position            | Frankenwald                | Im aufgelassenen Dachschieferbruch besteht einer der äußerst seltenen Aufschlüsse von mitteldevonischem Schwarzschiefer, der hier gelegentlich Pyritnester (Kieskälber) führt. Die meist senkrechten Abbaustöße sind handgeschrämt. Im hinteren Bereich befindet sich ein kleiner Wasserfall. | 2400 80 × 30             | Typ: Schichtfolge, Steinbruch/Grube Art: Tonschiefer                                                                        | Steinbruch                     | wertvoll           | Landschaftsschutzgebiet, Naturpark               |                                 |
| Steinbruch N von Förtschendorf                               | weitere Bilder | 476A044   | Pressig Position                 | Frankenwald                | Im aufgelassenen Steinbruch wurden feinkörnige Grauwacken der Oberen Teuschnitzer Schichten abgebaut. Auf zahlreichen Gängchen treten neben Calcit und Quarz auch millimetergroße Dolomit-, Pyrit- und Kupferkieskristalle auf. Die Grauwacke enthält gelegentlich inkohlte Pflanzenhäcksel. | 160000 400 × 400         | Typ: Gesteinsart, Pflanzliche Fossilien, Schichtfolge Art: Grauwacke                                                        | Steinbruch                     | wertvoll           | Naturpark                                        |                                 |
| Ehem. Ockerkalkbruch NE von Ludwigsstadt                     |                | 476A045   | Ludwigsstadt Position            | Frankenwald                | Im aufgelassenen Bruch wurde silurischer Ockerkalk abgebaut. Es finden sich reichlich Crinoidenstielglieder. | 1000 50 × 20             | Typ: Gesteinsart, Tierische Fossilien Art: Kalkstein                                                                        | Steinbruch                     | wertvoll           | Landschaftsschutzgebiet, Naturpark               |                                 |
| Straßenaufschluss E von Nordhalben                           |                | 476A046   | Nordhalben Position              | Frankenwald                | An der über 100 m langen Straßenböschung an der KC 23 besteht ein sehr guter Aufschluss der Mittleren Wechsellagerung (Bordenschiefer und feinkörnige Grauwacke) der Thüringischen Fazies des Frankenwälder Unterkarbons. Im teilweise fast senkrecht einfallenden Tonschiefer finden sich gelegentlich Spurenfossilien (Nereiten). Teilweise sind beeindruckende Faltenbildungen zu beobachten. | 750 150 × 5              | Typ: Schichtfolge, Spurenfossilien, Falte/Mulde/Sattel Art: Grauwacke, Tonschiefer                                          | Böschung                       | wertvoll           | Landschaftsschutzgebiet, Naturpark               |                                 |
| Ehem. Schieferbruch am Winterberg SE von Ludwigsstadt        | weitere Bilder | 476A047   | Ludwigsstadt Position            | Frankenwald                | Im so genannten Franzosenbruch auf unterdevonische Schiefer sind Tentakulitenschiefer und Nereitenquarzite aufgeschlossen. Ferner steht das Richter’sche Konglomerat in geringer Mächtigkeit an. Die Schiefer enthalten reichlich Fossilien (Tentakuliten). | 10000 100 × 100          | Typ: Gesteinsart, Schichtfolge, Spurenfossilien Art: Tonschiefer, Quarzit, Konglomerat                                      | Steinbruch                     | wertvoll           | Landschaftsschutzgebiet, Naturpark               |                                 |
| Stockheimer Steinkohleflöz W von Stockheim                   | weitere Bilder | 476G003   | Stockheim Position               | Frankenwald                | Durch einen Schurf wurden 2005 auf dem Gelände des Bauhofs zwei Stollenmundlöcher des ehemaligen Steinkohlebergwerks Adam-Friedrich-Grube wieder freigelegt. In der Aufschlusswand mit rötlichen Grauwacken ist ein bis 70 cm mächtiges Steinkohleflöz erkennbar. Das Geotop gehört zu Bayerns hundert schönsten Geotopen und wird vor Ort mit einer entsprechenden Infotafel erläutert. | 75 15 × 5                | Typ: Stollen, Schichtfolge, Pflanzliche Fossilien Art: Steinkohle, Grauwacke                                                | Schurf                         | besonders wertvoll | Naturpark                                        | Bayerns schönste Geotope Nr. 67 |
| Aufgel. Wetzschieferbruch Bärenbrunn N von Lauenstein        | weitere Bilder | 476G005   | Ludwigsstadt Position            | Frankenwald                | In mehreren kleinen Tagebauen und teilweise auch unter Tage wurden möglicherweise seit dem Mittelalter bis etwa 1945 so genannte Wetzschiefer gewonnen. Sie wurden zum Teil bis nach Polen, England und Skandinavien exportiert. | 45 15 × 3                | Typ: Stollen, Gesteinsart, Schichtfolge Art: Quarzit                                                                        | Steinbruch                     | wertvoll           | Landschaftsschutzgebiet, Naturpark               |                                 |
| Felsfundamente des Bamberger Tores in Kronach                | weitere Bilder | 476R001   | Kronach Position                 | Obermain-Bruchschollenland | Der reizvolle Aufschluss zeigt Sandsteine des Oberen Buntsandsteins (Fränkischer Chirotherienhorizont) mit großen Schrägschichtungskörpern unterhalb des Bamberger Tores. | 10 5 × 2                 | Typ: Felswand/-hang, Gesteinsart Art: Sandstein                                                                             | Hanganriss/Felswand            | wertvoll           | Naturpark                                        |                                 |
| Teufelsgraben S von Hummenberg                               |                | 476R002   | Küps Position                    | Obermain-Bruchschollenland | Der Teufelsgraben ist eine eindrucksvolle Schlucht im Rhaet, hier kann die rezente Erosion studiert werden. | 2000 200 × 10            | Typ: Schlucht Art: Sandstein                                                                                                | Hanganriss/Felswand            | bedeutend          | kein Schutzgebiet                                |                                 |
| Felsfreistellungen am ehemaligen Bahnhof Falkenstein         |                | 476R003   | Ludwigsstadt Position            | Frankenwald                | Am ehemaligen Bahnhof Falkenstein sind ordovizische Schichten (Phycodenschiefer und -quarzit der Thüringischen Faziesreihe) aufgeschlossen. Ein nach Südosten überkippter Faltenbau ist sehr gut erkennbar. | 250 50 × 5               | Typ: Schichtfolge, Falte/Mulde/Sattel Art: Quarzit, Tonstein                                                                | Hanganriss/Felswand            | wertvoll           | Landschaftsschutzgebiet, Naturpark               |                                 |
| Tuffbrekzie bei Rothenkirchen                                |                | 476A048   | Pressig Position                 | Frankenwald                | Im Haßlach-Prallhang beim Sportplatz in Rothenkirchen gibt es mehrere Felsfreistellungen in andesitischer Tuffbrekzie. In der vegetationsfreien Zeit kann der Prallhang vom Sportplatz am gegenüberliegenden Ufer der Haßlach aus eingesehen werden. Eine Begehung des sehr steilen weglosen Prallhangs ist nicht empfehlenswert. Ein kleiner leicht erreichbarer Aufschluss im gleichen Gestein befindet sich oberhalb des Prallhangs an der Straße nach Brauersdorf. Am unteren Ende dieser Straße (neben der Haßlachbrücke) ist der Eingang eines Stollens bzw. Felsenkellers zu sehen, der möglicherweise dem ehemaligen Bergbau auf Schwerspat zwischen Rothenkirchen und Marienroth zugeordnet werden kann. | 1000 50x20               | Typ: Magmatisches Gefüge, Gesteinsart, Felswand/-hang Art: Andesit, Tuff/Tuffit                                             | Hanganriss/Felswand            | wertvoll           | Naturpark                                        |                                 |
| Aufgel. Steinbruch im Wurstkonglomerat beim Bf. Nordhalben   |                | 476A049   | Nordhalben Position              | Frankenwald                | Gegenüber dem ehemaligen Bahnhof Nordhalben (im Ortsteil Grund) befindet sich ein aufgelassener Steinbruch auf Wurstkonglomerat. Aufgeschlossen ist eine Wechsellagerung von Wurstkonglomerat, teils hellglimmerhaltigen Tonschiefer und Grauwacke. Es handelt sich um den zurzeit einzigen allgemein zugänglichen Aufschluss mit derartiger Petrographie. Die Schichten fallen steil nach Südosten ein. Das Anstehende zeigt gelegentlich Belastungsmarken (load casts). Parkmöglichkeiten bestehen am gegenüberliegenden Bahnhofsvorplatz - Vorsicht beim Überqueren der Staatsstraße St 2198. | 150 15x10                | Typ: Gesteinsart Art: Konglomerat, Tonschiefer, Grauwacke                                                                   | Steinbruch                     | wertvoll           | Landschaftsschutzgebiet                          |                                 |
| Tuffbrekzien-Felsen NE Brauersdorf                           |                | 476R004   | Pressig Position                 | Frankenwald                | Im Wald nordöstlich von Brauersdorf befindet sich eine markante Felsrippe, die nur weglos erreicht werden kann. Sie besteht aus andesitischer Tuffbrekzie und bietet den besten Aufschluss in diesem seltenen Gestein, das landesweit nur hier im Stockheimer Rotliegendbecken vorkommt. | 2000 100x20              | Typ: Felsgruppe, Gesteinsart, Magmatisches Gefüge Art: Andesit, Tuff/Tuffit                                                 | Felshang/Felskuppe             | wertvoll           | Naturpark                                        |                                 |
| Aufschlüsse an der Trinkwassertalsperre Mauthaus             | weitere Bilder | 476R005   | Nordhalben Position              | Frankenwald                | Ein asphaltierter, nahezu ebener Weg (für Kraftfahrzeuge gesperrt) führt auf knapp elf Kilometern Länge um die Trinkwassertalsperre Mauthaus. Insbesondere auf der Westseite des Stausees bestehen an zahlreichen Stellen Aufschlüsse von Sedimenten des Unterkarbon. Im Bereich des Vorsperrendamms tritt am Westufer ein Gangdiabas zutage (NW-SE-streichend). An der Vorsperre finden sich gelegentlich Lesesteine von Porphyrit, da es etwas hangaufwärts einige NNE-SSW-streichende Porphyrit-Gänge gibt. Meist treten steil einfallende Tonschiefer auf, die oft griffelig zerfallen. Sie bilden eine Wechsellagerung mit Wetzsteinquarzit, Grauwacken und dem relativ seltenen Wurstkonglomerat. Morphologisch auffällig ist, dass es vor allem auf der Westseite des Stausees viele Zuflüsse gibt, die für ein fast fjordähnliches Erscheinungsbild sorgen. Das Betreten des Bereichs unterhalb des Wegs ist verboten (Absturzgefahr und Wasserschutzgebiet).                  | 1225000 3500x350         | Typ: Felswand/-hang Art: Tonschiefer, Konglomerat, Quarzit                                                                  | Hanganriss/Felswand            | wertvoll           | Landschaftsschutzgebiet                          |                                 |
| Aufschlüsse im Dammbachtal NW der Bastelsmühle               | weitere Bilder | 476A054   | Teuschnitz Position              | Frankenwald                | Im Dammbachtal nordwestlich der Bastelsmühle befinden sich im Abstand von wenigen Zehnermetern zwei Aufschlüsse von Sedimenten des Unterkarbon. Im Norden handelt es sich um einen aufgelassenen Steinbruch auf Grauwacke, die hier Bänke mit einer Mächtigkeit im Meterbereich bildet. Südlich angrenzend liegt eine von wenigen Felsfreistellungen aus Teuschnitzer Konglomerat. Auch auf der gegenüberliegenden Talseite gibt es analoge Aufschlüsse. Durch das Tal führen zwei Qualitätswanderwege (Arnikaweg und Frankenwaldsteig), die unmittelbar zu den Aufschlüssen führen. | 900 60 x 15              | Typ: Schichtfolge, Sedimentstrukturen Art: Grauwacke, Konglomerat                                                           | sonstiger Aufschluss           | wertvoll           | Naturpark                                        |                                 |
| Ehem. Sandsteinbruch Breitenloh                              |                | 476A056   | Kronach Position                 | Obermain-Bruchschollenland | Der beige, mittelsandige Kronacher Sandstein mit viel Quarzitanteil und schlierigen Limonitausfällungen war früher so bedeutend, dass er in über 200 Steinbrüchen gebrochen wurde. Einer davon war der Steinbruch Breitenloh bei Seelach, der von 1947 bis 1987 in Betrieb war. Der Kronacher Sandstein wurde vor allem in Kronacher Wohnhäusern, aber auch in kunstvollen Bauwerken wie der Festung Rosenberg oder im Schloss Herrenchiemsee verbaut. Nur selten wurde das Gestein auch für Kunstobjekte verwendet. | 200 25 x 8               | Typ: Gesteinsart Art: Sandstein                                                                                             | Steinbruch                     | wertvoll           | Naturpark                                        |                                 |
| Ehemaliger Wetzsteinquarzit-Bruch NE Büttnerszeche           |                | 476A057   | Stockheim (Oberfranken) Position | Frankenwald                | In dem kleinen trichterförmigen Steinbruch wurden früher Wetzsteinquarzite der Röttersdorf-Formation (Leutenberg-Gruppe, früher Lehestener Schichten) abgebaut. Der Zugang zum Bruch ist von der Forststraße aus nicht sichtbar. Es sind sehr gut erhaltene Restaufschlüsse von Sandstein-Bordenschiefer-Wechsellagerungen vorhanden. | 3500 70 x 50             | Typ: Gesteinsart Art: Sandstein, Schluffstein                                                                               | Steinbruch                     | bedeutend          | Naturpark                                        |                                 |
| Falten am Rollenberg bei Steinwiesen                         |                | 476A058   | Steinwiesen Position             | Frankenwald                | Am Nordhang des Rollenberges befindet sich eine langgezogene Felsfreistellung von Ton- und Siltschiefern und Grauwacken. Dieses Gestein entstand vor rund 350 Mio. Jahren auf dem Grund eines Ozeans. Im Laufe der Zeit wurden die feinen Sande und Tone verfestigt und später in Folge der Variskischen Gebirgsbildung gefaltet und empor gehoben. Die heute sichtbare Abfolge von Grauwacken und Tonschiefern wird auch als Obere Wechsellagerung bezeichnet und ist im westlichen Frankenwald weit verbreitet. Hier am Rollenberg sind mit geschultem Auge besonders die Falten in den einzelnen Schichten gut erkennbar. | 600 60 x 10              | Typ: Metamorphes Gefüge Art: Tonschiefer                                                                                    | Hanganriss/Felswand            | wertvoll           | Naturpark                                        |                                 |
| Flaserkalkbruch bei Wallenfels (Poppscher Bruch)             |                | 476A059   | Marktrodach Position             | Frankenwald                | Der sogenannte Poppsche Bruch am südwestlichen Hang des Zeyerngrundes diente zum Abbau von Flaserkalk. Dieser massige hell- bis mittelgraue Kalkstein besitzt die typische Flaserung, hervorgerufen durch feine Tonflasern und Calcitäderchen. Das Kalkvorkommen wird im oberen Bereich des Steinbruchs komplett vom sogenannten Zeyerngrund-Konglomerat mit scheinbarer Schichtlücke überlagert. Das Konglomerat ist Teil einer unterkarbonischen Turbiditabfolge aus Grauwacken und Siltscheifern. Innerhalb dieser Abfolge, befindet sich der Flaserkalk als ein im Ganzen umgelagerter Fremdkörper. Er ist vermutlich als Gleitscholle an einem untermeerischen Hang in tiefere Teile des Meeresbeckens abgerutscht und wurde somit in die Tubidite eingebettet. Es handelt sich um den einzigen größeren Aufschluss der Region, in dem diese Situation erkennbar ist. Der Bruch ist stark verwachsen und besonders die oberen Bereich sind nur schwer zugänglich - Absturzgefahr! | 2500 50 x 50             | Typ: Gesteinsart Art: Konglomerat, Kalkstein                                                                                | Steinbruch                     | wertvoll           | Landschaftsschutzgebiet, FFH-Gebiet, Naturpark   |                                 |
| Aufschluss der Grenze Ordoviz-Silur in Ludwigsstadt          | weitere Bilder | 476A060   | Ludwigsstadt Position            | Frankenwald                | Unterhalb des Anwesens Ottendorfer Straße 3 befindet sich der einzige frei zugängliche Aufschluss der Grenze Ordoviz-Silur in Bayern. Im Liegenden der gut erkennbaren Grenzfläche (O-S-Grenze) ist oberordovizischer Lederschiefer aufgeschlossen, darüber folgt Unterer Graptolithenschiefer des Silur. Die Grenzfläche hat eine besonders herausragende Bedeutung: Die O-S-Grenze stellt das zweitgrößte Aussterbeereignis der Erdgeschichte dar. Etwa 85 Prozent aller Arten starben im Zuge der hirnantischen Eiszeit in zwei Schüben, zu Beginn und am Ende der Vergletscherung, aus. Im intensiv verfalteten hangenden Graptolithenschiefer finden sich häufig Fossilien (Graptolithen). In einem benachbarten Felsenkeller (Böschung unterhalb des Anwesens Lehestener Straße 70) ist darüber hinaus im Hangenden über dem Graptolithenschiefer auch silurischer Ockerkalk aufgeschlossen.                                                                                     | 15 5 x 3                 | Typ: Standard-/Referenzprofil Art: Tonschiefer, Kalkstein                                                                   | sonstiger Aufschluss           | besonders wertvoll | Naturpark                                        |                                 |